# Budapest vasútállomásai
A főváros Magyarországon a vasúti belföldi, a nemzetközi és a hivatásforgalomban egyaránt központi szerepet tölt be. Budapest területén a MÁV-nak három országosan kiemelkedő jelentőségű személypályaudvara (Keleti, Nyugati és Déli), további négy a vasúti teherforgalomban kiemelt szerepkörű hálózati pályaudvara (Kelenföld, Ferencváros, Kőbánya felső és Rákosrendező) van. A Józsefvárosi pályaudvaron a személyszállítás 2005-ben megszűnt.
A főváros közigazgatási területén belül – a MÁV-HÉV Zrt. HÉV-vonalait és a Gyermekvasutat leszámítva – 11 sugárirányú, összesen 121 km hosszú vasútvonalat találunk. Ezek összesen 41 darab állomással, megállóval (ebből: 24 vasútállomás, 17 vasúti megállóhely) kapcsolódnak be Budapest és agglomerációja közösségi közlekedésébe.
Közülük a legjelentősebb, a nemzetközi vonatforgalma a Keleti pályaudvarnak, de a Nyugati pályaudvarnak, a Kelenföld vasútállomásnak és a Déli pályaudvarnak is számos nemzetközi expressz és gyorsvonati vonatnak megállóhelyei illetve végállomásai.
Az állomások ismertetését a budapesti vasútvonalakat érintő állomások, és megállóhelyek szerint lehet a legegyszerűbben bemutatni.

Budapest és környéke vasúti térképe (2021)

## A budapesti pályaudvarok története
| Vonalszám | Viszonylat                           | Közigazgatási határállomás |
| --------- | ------------------------------------ | -------------------------- |
| 1         | Budapest–Hegyeshalom–Rajka           | Kelenföld                  |
| 2         | Budapest–Esztergom                   | Üröm                       |
| 30a       | Budapest–Székesfehérvár              | Tétényliget                |
| 40a       | Budapest–Pusztaszabolcs              | Nagytétény-Diósd           |
| 70        | Budapest–Szob                        | Rákospalota-Újpest         |
| 71        | Budapest–Vácrátót–Vác                | Rákospalota-Kertváros      |
| 80a       | Budapest–Hatvan                      | Rákoscsaba                 |
| 100a      | Budapest–Cegléd–Szolnok              | Ferihegy                   |
| 120a      | Budapest–Újszász–Szolnok             | Rákoskert                  |
| 142       | Budapest–Lajosmizse–Kecskemét        | Pestszentimre              |
| 150       | Budapest–Kunszentmiklós-Tass–Kelebia | Soroksár                   |
| 250       | Budapest–Szentendre (H5)             | Békásmegyer                |
| 251       | Budapest–Csepel (H7)                 | Csepel (teljes vonalon)    |
| 252       | Budapest–Ráckeve (H6)                | Millenniumtelep            |
| 253       | Budapest–Gödöllő (H8)                | Kistarcsa, kórház          |
| 253       | Budapest–Csömör (H9)                 | Szabadságtelep             |

A kiegyezés után – Budapest területén – 5 nagyobb vasútállomás volt. Az Osztrák-magyar Államvasút-társaság (O.M.A.T.) Pest pályaudvara, ami a mai Nyugati pályaudvar helyén állt (részben a későbbi Nagykörút útjában), azonkívül ugyanennek a társaságnak Kőbánya-alsó állomása; a Magyar-északi vasút Losonci pályaudvara (volt Budapest-Józsefváros) és Kőbánya  (ma Kőbánya felső) állomása; valamint a Déli vasút Buda (ma Budapest-Déli) pályaudvara. A három fejpályaudvaron, mai nevükön: Nyugatiban, Józsefvárosban és a Déliben a vasúttársaságok minden fontosabb szolgálati ága működött. Volt személy és áruforgalom, fűtőház, pályafenntartási telep. A Nyugati pályaudvaron és Józsefvárosban ezeken kívül egy-egy főműhely, és központi szertár is helyet kapott. Ez az állapot 1877-ig állt fenn: ekkor adták át komolyabb átépítések után a Nyugati pályaudvart mai csarnokával együtt.
Igen komoly változást jelentett a fővárosi pályaudvarok életében az 1877-ben megépült összekötő vasút és a Duna-híd. Ezzel együtt épültek meg Újbuda (ma Kelenföld vasútállomás), Ferencváros személypályaudvarok, Marhavásártér, Dunaparti teherpályaudvar, és Kőbánya-hizlaló állomások is. Fontolóra vették egy új személypályaudvar megépítését is, de a kedvezőtlen pénzügyi viszonyok miatt ez később valósult meg. Nagy változást hozott a MÁV 1882. évi forgalmában, amikor új vasútvonalak nyíltak meg (Rákos–Újszász, Budapest–Pécs, Budapest–Szabadka). Közben elrendelték a Kelenföld – Újszőny (ma Komárom) vasútvonal megépítését is. A személyforgalom növekedése miatt 1883-ban egy új személypályaudvar építése elkerülhetetlenné vált. Akkori nevén a Központi pályaudvart a Kerepesi úti vámnál (a mai Baross térnél) építették meg.
A főváros kikötötte, a közigazgatási bejárás alkalmával, hogy az új pályaudvar homlokzatának a középvonala a Rákóczi út tengelyébe essen. E kikötés folytán a pályaudvari csarnok és a felvételi épület a Baross tér Thököly úti oldala felé eltolódott, és a rendelkezésre álló terület a vasútüzem számára annak racionális kihasználását még jobban megnehezítette a szűkös terület volta miatt. Kezdetben személy, poggyász és gyorsáruforgalomra volt berendezve. A gyorsáruforgalmat – néhány év múlva – helyszűke miatt, visszahelyezték a Józsefvárosi pályaudvarra.
Az országos hálózattal az állomást az első években csak egy kettős vágányú pálya kötötte össze, amely a Józsefvárosi pályaudvar keleti végénél kétfelé ágazott. A nyíltvonali elágazási szakaszon hamarosan üzemi zavarok keletkeztek, ezért független bevezetés vált szükségessé.
A Keleti pályaudvart az évek során több ízben bővítették, átalakították. A vágányok szaporításán kívül egy második mozdonyszín épült, fordítókoronggal, kocsijavító-műhellyel és postateleppel.
Az első világháború alatt elsősorban a hadi szükséglet kielégítése volt a vasút feladata, ezért a budapesti pályaudvarok megkezdett munkái megakadtak.
A személypályaudvarok forgalmában a világháború lényeges változásokat hozott. A Nyugati pályaudvar személyforgalmának csökkenésével szemben a Keleti pályaudvar forgalma megnövekedett. A sok nemzetközi közvetlen kocsi közlekedése miatt komplikáltabbá vált a pályaudvar forgalma.
A Keleti pályaudvarnak 1926-ban csak napi 72 vonatpárja volt, de a vonatszám csökkenésével a vonatok hossza erősen megnövekedett. Ehhez az újabb, hosszabb kocsitípusok nagyobb helyigénye is hozzájárult. A forgalomnövekedést - a szűkös helyviszonyok miatt - újrendszerű vágánykapcsolatok megépítésével lehetett megoldani.
A trianoni békeszerződés a legnagyobb változást a budapesti pályaudvaroknál okozta. A tervezett két nagy rendezőpályaudvar építését hosszú időre el kellett halasztani. Rákos rendezőpályaudvarát a csökkenő forgalom miatt üzemen kívül helyezték. Emiatt Ferencváros rendezőpályaudvar teljesítőképességét kellett fokozni. A megjelent agglomerációs igényeket is ki kellett elégíteni. A kielégítetlen lakásínség miatt a fővárosi környékén letelepedettek reggeli és esti közlekedését is meg kellett oldani.
Az I. világháború hadműveleteinek lezárulását követően egyrészt a megszálló antant csapatok elől, majd a trianoni békeszerződésben Magyarországtól elcsatolt területekről 1918 és 1924 között mintegy 426 000 fő menekült a trianoni Magyarország területére. Nagy részük – mintegy 43%-uk – korábban közalkalmazottként dolgozott. A menekültek évekig laktak a pályaudvarokon vagonokban, s a korabeli köznyelvben „vagonlakókként” emlegették őket. A jelenséget 1924-re sikerült felszámolni hatósági lakásépítési akciók segítségével.
A II. világháború során a magyarországi vasúthálózat súlyos károkat szenvedett. Ezek újjáépítése után 1949. március 15-ével az állam a MÁV vezérigazgatóságot lényegében a Közlekedési és Postaügyi Minisztérium főosztályává tette. A MÁV modernizációja a hatvanas években kezdődött el. (dízelesítés, villamosítás, hálózati racionalizálás (vasútvonalak megszüntetése). A budapesti környéki helyiérdekű vasutakat (BHÉV) integrálták a létrejövő Budapesti Közlekedési Vállalatba (BKV) a MÁV gazdasági helyzete és ezzel együtt a szolgáltatásai az 1970-es évektől folyamatosan romlottak. Az európai folyamatoknak megfelelően napirendre került az ezredforduló után a MÁV strukturális átalakítása, egyes üzemegységek privatizálása, és egyes szárnyvonalak megszüntetése. A mellékesebbek után a fő feladatköröket, tevékenységi ágakat is leányvállalatokba, cégekbe szervezték át. Így a MÁV csoport mint holding él tovább. Az Európai Unió támogatja a kötöttpályás közlekedés fejlesztését. A 2004-es csatlakozás óta uniós pénzekből jelentős állomás- és pályarekonstrukciók és járműbeszerzések, felújítások zajlottak és zajlanak. 2005-ben alakult meg a Budapesti Közlekedési Szövetség, amely a BKV és  Volánbusz járművein túl vasúttal kombinált tarifaközösséget hozott létre, ennek eredménye a Budapest bérlet. Mindez összhangban áll azzal az európai uniós gyakorlattal, amely támogatja a fővároson belüli helyi kötött pályás közlekedés fejlesztését.
Az egyes állomásoknál és megállóknál figyelemmel kísérhető a jelenlegi helyzet. Ezek után nézzük tételesen a fővárosi vonalakon lévő állomásokat és megállókat:

## A Nyugati pályaudvarról induló vonatok

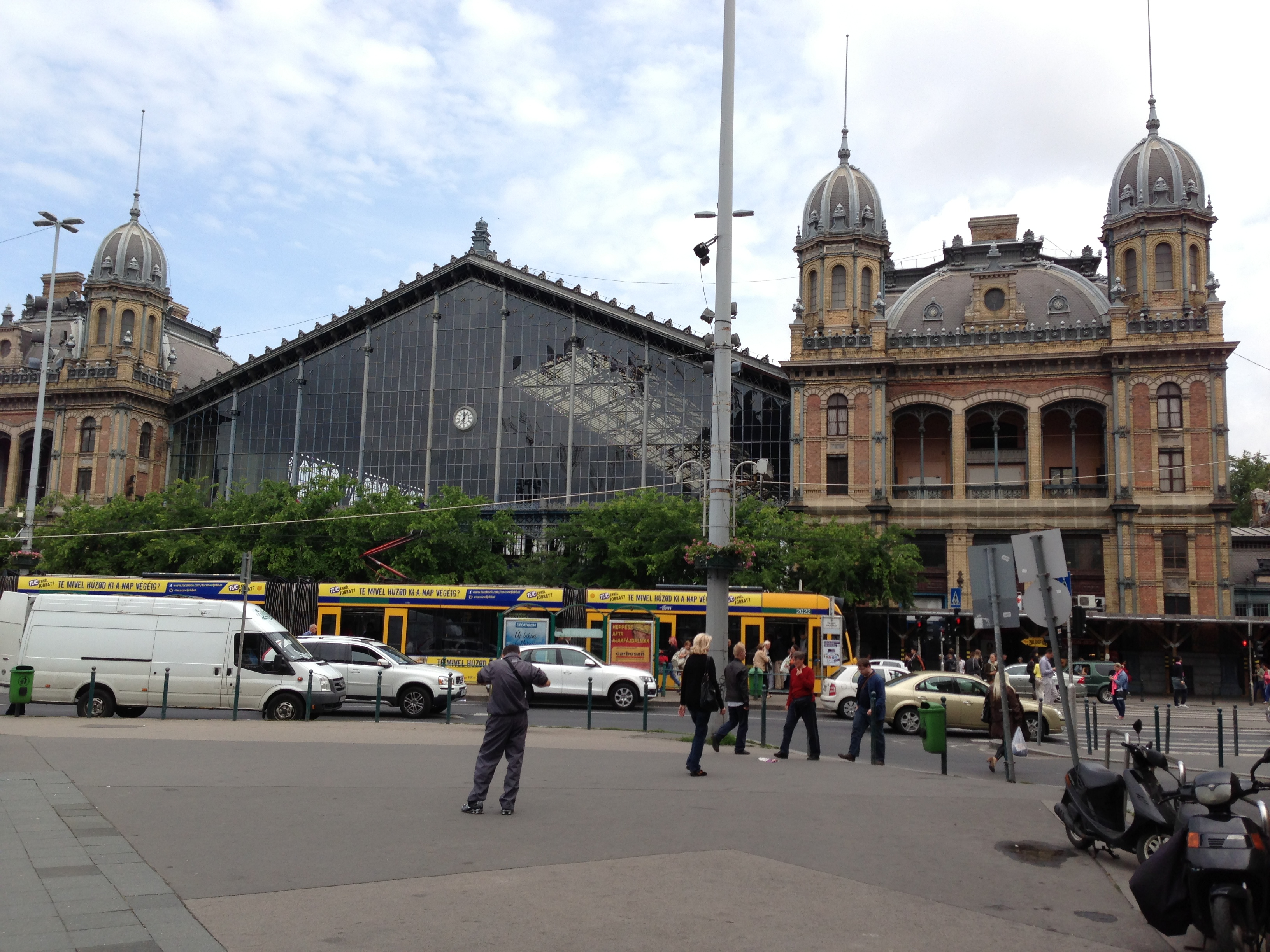
Nyugati pályaudvar

### 2-es vonal
- Rákosrendező vasútállomás (2, 70, 71 közös)

Régebben a főváros legjelentősebb rendezőpályaudvara volt. (Ezt a funkcióját átvette Ferencváros vasútállomás.) Személyforgalma gyér. Az M3-as autópálya bevezető szakasza, a Hungária körúti felüljáró és a lakótelepek felértékelték az egykori rendezőpályaudvar személyszállítási szerepét. A felvételi épület elavult, bontásra érett. Kiépített parkolója nincs. Kerékpár tárolója nincs, annak ellenére, hogy a kerékpárút vezet át a pályaudvaron. Sajnos a városi tömegközlekedéssel nincsen közvetlen kapcsolatban, a legközelebbi buszjárat megállója (25-ös busz, 74-es és 81-es trolibusz) gyalog öt percnyire van.
- Vasútmúzeum megállóhely

A megállóhelyet 2008-ban nyitották meg a Magyar Vasúttörténeti Park kiszolgálására, kiegészítve a Nyugati pályaudvarról a parkba alkalmanként közlekedő nosztalgiavonatokat. Időszakos megállóhely – csak a vasúttörténeti park nyitvatartása alatt üzemel –, így csak a vonatok kis része áll meg ezen a megállóhelyen. Megközelíthető a 120-as busz Madridi utca megállóhelyétől; 2 perc gyalog onnan a megálló, közvetlenül Budapest-Angyalföld állomás bejárata előtt helyezkedik el.
- Angyalföld vasútállomás

Az elővárosi forgalomban nem játszik nagy szerepet. A környékbeli üzemek felszámolódtak. Így a bejáróforgalom lényegesen lecsökkent. Az állomás szabvány felvételi épülete vasúti műemlék. Nappal személypénztár, váróterem, hangos utastájékoztatás és WC üzemel. Átszállási lehetőség az aluljáróban haladó 14-es villamosra, illetve a 30-as, a 30A és a 230-as buszokra. A 120-as busz az állomásépület előtt áll meg.
- Újpest megállóhely

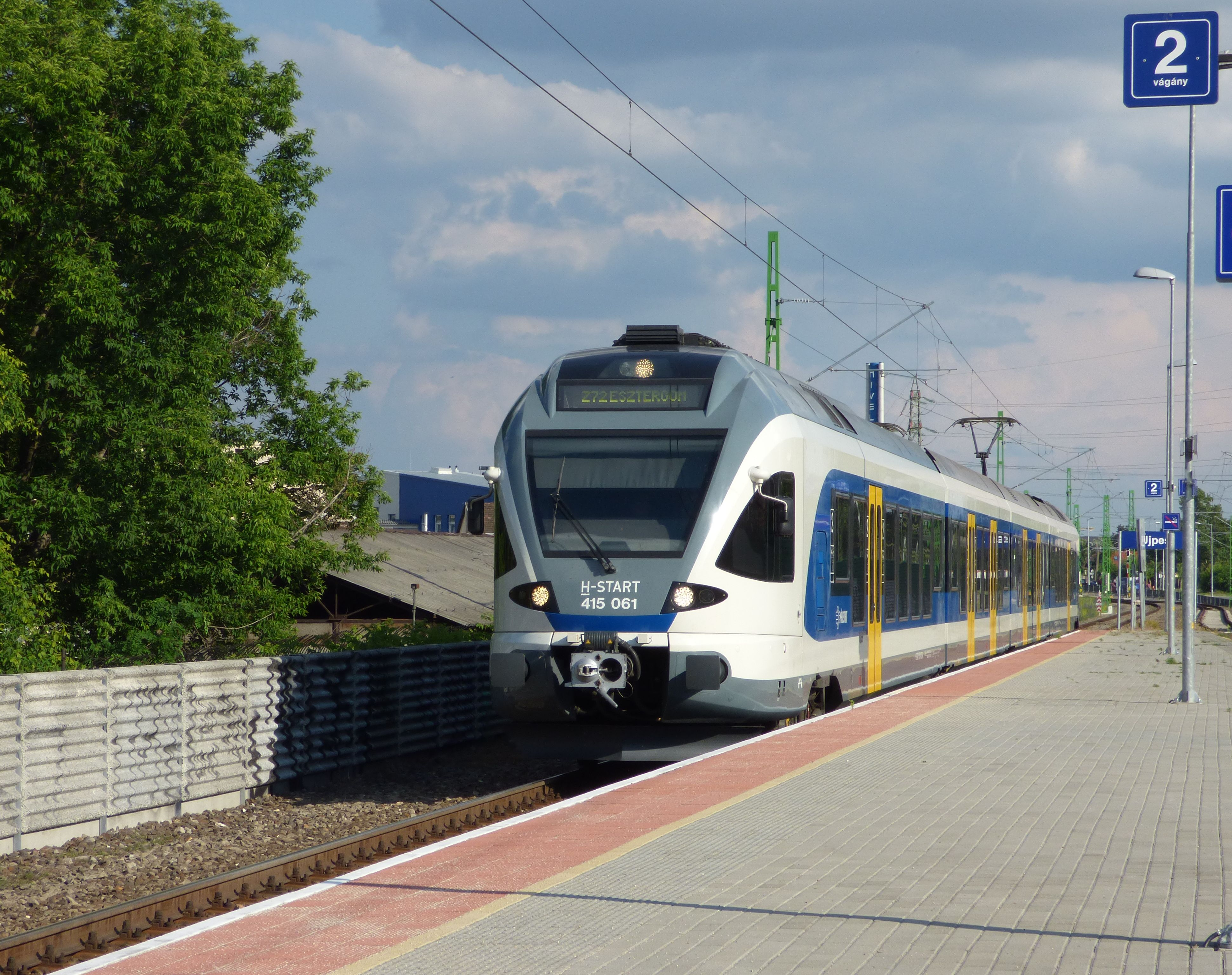
Újpest vasúti megállóhely

A kedvezően kialakított városi közösségi közlekedési kapcsolatok miatt (metró, városkörnyéki autóbuszjáratok) miatt kiemelkedő az elővárosi forgalom. Gyalogos aluljáró köti össze az M3-as metró Újpest-városkapu állomásával. Nappal személypénztár és büfé üzemel benne. A megálló közelében 100 férőhelyes parkoló található. A metrón kívül átszállási lehetőség van 104-es, 104A, 121-es, 122E, 196-os, 196A és 204-es buszjáratokra, valamint a Volánbusz elővárosi és távolsági vonalaira.
- Aquincum megállóhely

2015-ben helyezték át jelenlegi helyére a kedvezőbb közlekedési kapcsolatok miatt. Lépcsővel és rámpával rendelkezik, távvezérelt hangosbemondója van. Felvételi épülete nincsen a megállónak, csupán esőbeállóval rendelkezik. Átszállási lehetőség a H5-ös HÉV-re, illetve a 34-es, 106-os és 134-es buszjáratokra.
- Óbuda vasútállomás

Városi közlekedési kapcsolatai kedvezőtlenek, illetve elővárosi forgalma csekély. Hangosbemondója, illetve a felvételi épületen kívüli WC-je van. Az állomást a Pomázi úton közlekedő 160-as és 218-as buszokkal lehet elérni rövid gyaloglás után. Az állomás területén kap helyet az esztergomi vasútvonal központi forgalomirányítási központja.
- Üröm megállóhely

A felújított állomást 2015-ben adták át. A 218-as busz illetve a Volánbusz elővárosi járatai állnak meg az állomás mellett. A közigazgatási határ 14 km-re van a Nyugati pályaudvartól.

### 70-es és 71-es vonal

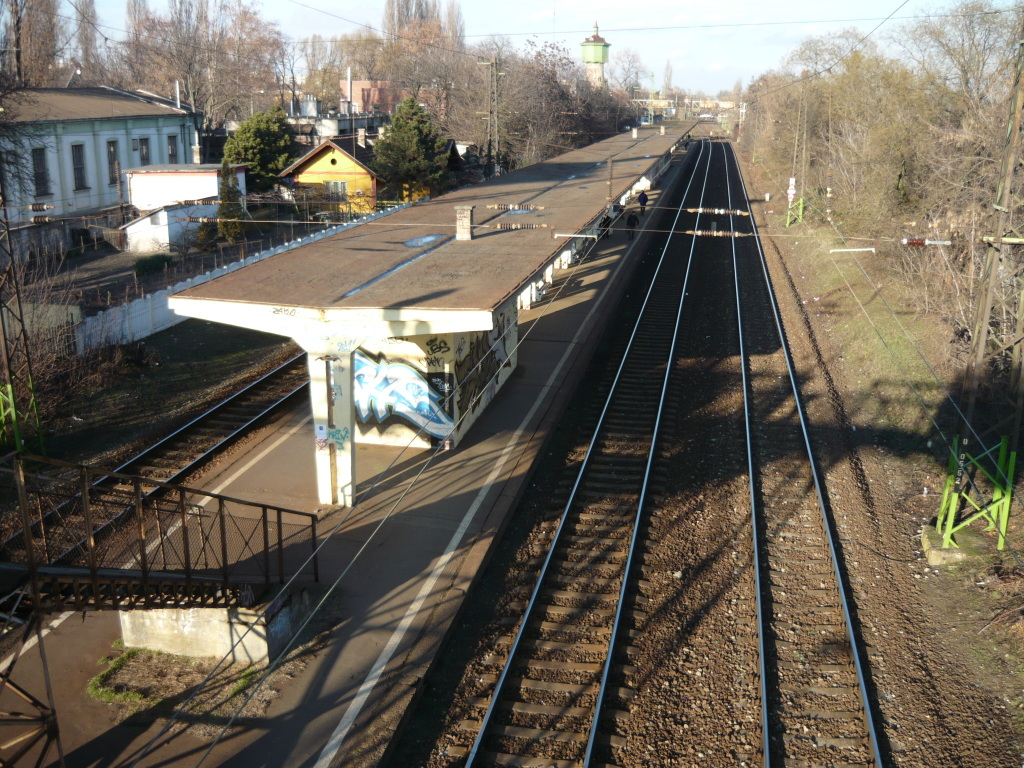
Istvántelek vasúti megállóhely

- Istvántelek megállóhely (70, 71 közös)[2]

A MÁV Zrt. Istvántelki Főműhely kiszolgálására létesült. Az itteni dolgozók száma mára erősen lecsökkent. A környező településfejlesztés, lakótelep-építés miatt az utazók összetétele módosult. Két oldalról felüljárón közelíthető meg. Személypénztárral rendelkezik, de a váróterem, WC befalazva, a büféje lezárva. Hangosbemondó működik. A megállóhely felújítása a szolgáltatási igény megjelenésekor indokolt. A megálló rákospalotai oldalán a 125-ös busz nyújt átszállási lehetőséget. A 121-es busz távolabb, az Elem utcában érhető el.
- Rákospalota-Újpest vasútállomás (70, 71 közös)

Az elágazó állomás mindkét oldalról városias beépítésű. Átépítés előtt áll. Parkolási lehetőség a felvételi épület előtti téren van.
Tömegközlekedési kapcsolatok:
A 12-es és 14-es villamosok megállója az állomás előtt van, melyről átszállva a káposztásmegyeriek 12 perc alatt juthatnak be a Nyugatiba. A 121-es busz végállomása 100 méterre található. Késő este és hétvégén kora reggel a 270-es busz is érinti az állomást. A rákospalotai oldalon a Sződliget utcában a 96-os, 124-es, 225-ös, 296-os és a 296A busz áll meg. A 96-os busz az újpesti oldalon is érinti az állomást.
- Rákospalota-Kertváros megállóhely (csak a 71-es)

Kertvárosias jellegű környezetben van. A peron mellett felújítandó esőbeálló pavilon van. Korlátozott jegykiadás az út túloldalán lévő kisboltban lehetséges. A megálló mellett gépkocsi parkolására lehetőség van. A megállóhelynek a 125-ös, 170-es, 225-ös és 270-es számozású autóbusszal van tömegközlekedési kapcsolata (kb. 200 méterre).

### 100a vonal
- Zugló megállóhely (100a, 142 közös)

A 100-as vasútvonal nagyon fontos megállóhelye. A Nyugati pályaudvarról induló majdnem összes InterCity, nemzetközi,  gyors-, és személyvonat megáll. A vasúti felüljáróban lévő peronon váróterem, jegypénztár és hangosbemondó van, de wc nincs. Innen a Nyugati pályaudvar és Dél-Pest térsége a 6-8 percenként közlekedő vonatokkal hamar elérhető. Tömegközlekedési kapcsolata van a Hungária körgyűrűn közlekedő 1-es villamossal és a Thököly úti buszokkal. (Átszállási lehetőség: 1-es villamos, 72-es trolibusz, 5-ös, 7-es, 7E, 108E, 110-es, 112-es, 133E buszok)
- Kőbánya alsó megállóhely (100a, 142 közös)

Kőbánya központjában helyezkedik el. Tömegközlekedési kapcsolata van a 3-as, a 28-as, a 28A, a 62-es és a 62A villamosokkal. A megállóhellyel szemben található a Skála-Kőbánya üzletközpont. A megállóhely jól kiépített: váróterem, pénztár, WC, hangosbemondó működik. Környezetében lakótelepek, ipari övezet és sétálóutca található. A megállóhelyen valamennyi elővárosi személy- és zónázó vonat megáll. A vonatok a Nyugati pályaudvart 10 perc alatt érik el. (Átszállási lehetőség: 9-es, 95-ös, 117-es, 151-es, 162-es, 185-ös, 195-ös, 217-es és 217E buszokra)

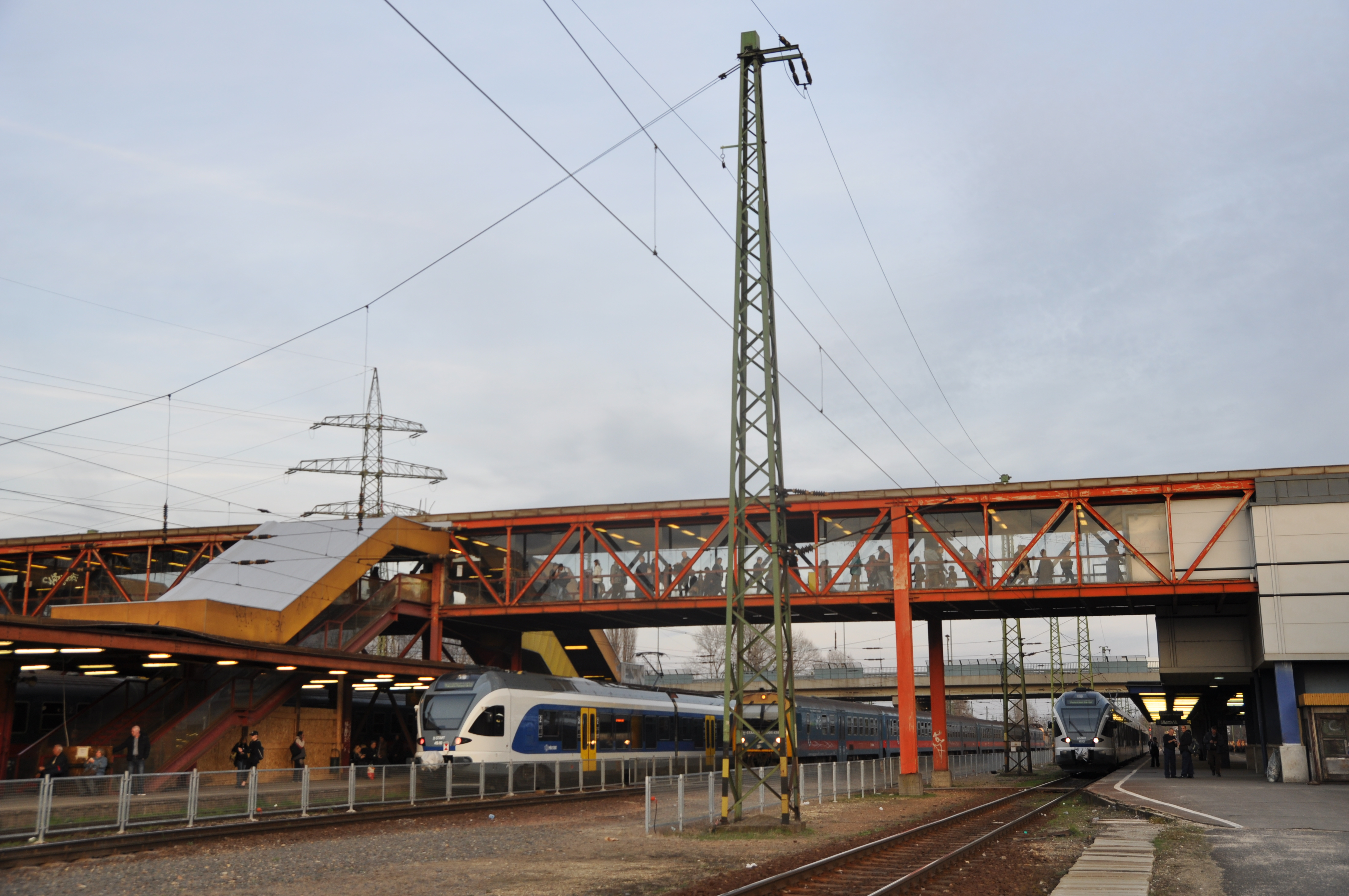
Kőbánya-Kispest állomás

- Kőbánya-Kispest vasútállomás (100a, 142 közös)

A főváros délkeleti kapuja, jelentős tömegközlekedési csomópont, az M3-as metróvonal végállomása. A P+R parkoló elsősorban a metróvégállomáshoz kapcsolódik. A Nyugati pályaudvarra napi 80 vonatpár közlekedik negyedórás menetidővel. (Kőbánya-Kispest végállomásról induló buszok: 85-ös, 85E, 93-as, 98-as, 98E, 136E, 148-as, 182-es, 182A, 184-es, 193E, 202E, 282E, 284E, továbbá érinti a 68-as, a 151-es és a 200E busz is)
- Pestszentlőrinc vasútállomás

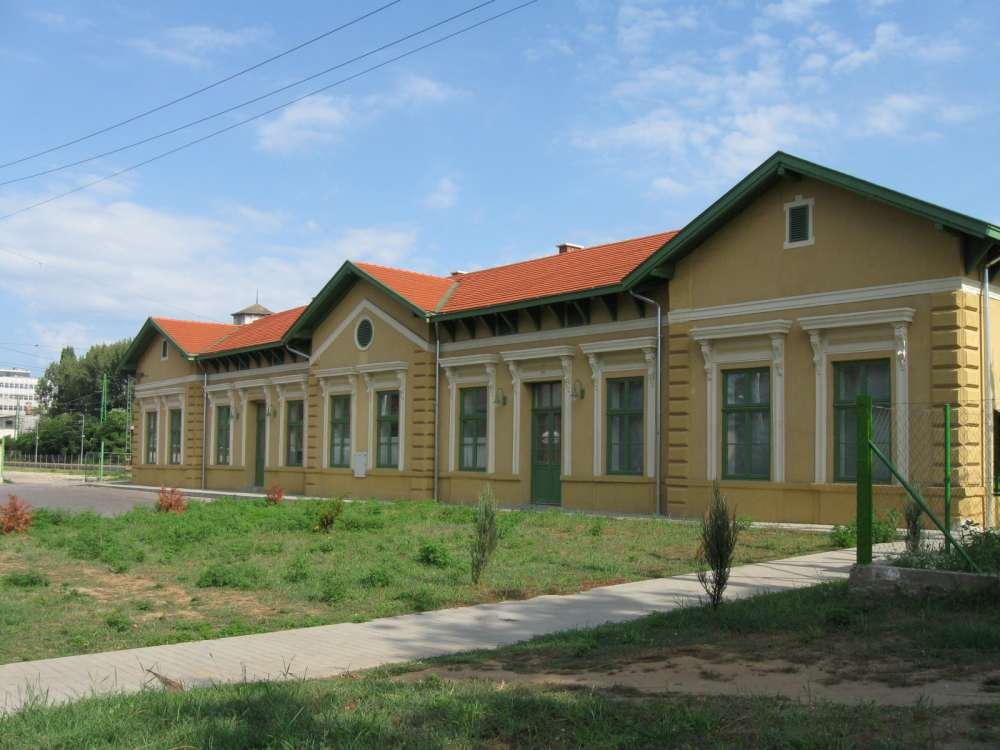
Pestszentlőrinc állomás

Kertvárosban található. Váróterem, hangosbemondó, WC van. Jegyvásárlási lehetőség a szemközti ABC-ben vagy jegyautomatában. Az állomás 2009-ben átépítésre került a felvételi épület felújításával együtt. Előtte található a 36-os busz végállomása. A gyorsforgalmi úton közlekedő járatok közül a közeli gyalogos átjárónál lévő megállónál még a 98-as, 98E, 200E, 217-es és 217E buszok állnak meg.
- Szemeretelep megállóhely

A megállóhely funkcióit részben átvette a Ferihegy megállóhely. A megálló déli oldalán van a 183-as busz végállomása.
- Ferihegy megállóhely

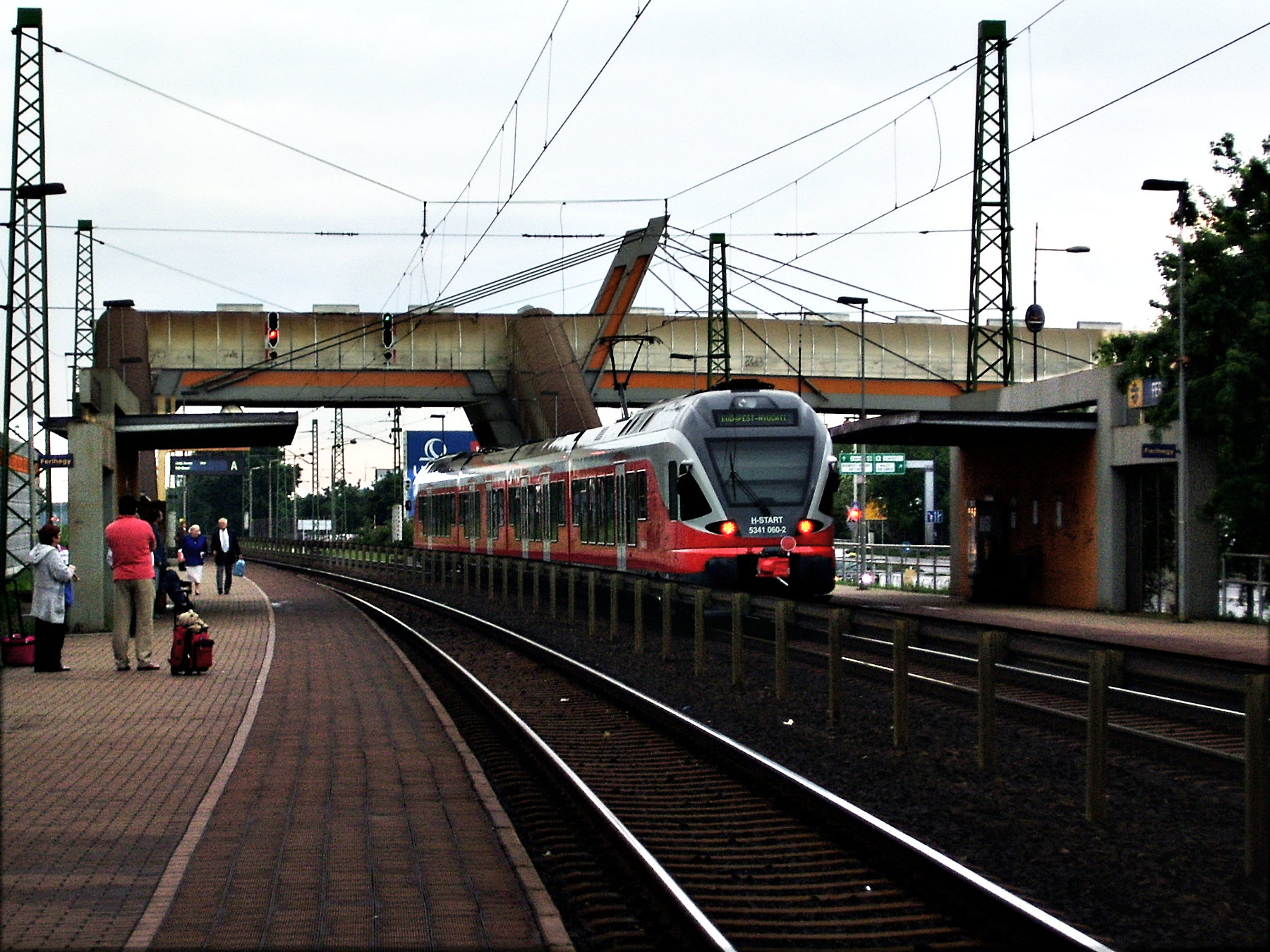
Ferihegy megálló

A Liszt Ferenc nemzetközi repülőtér 1 termináljával szemben 2007-ben épült megállóhely. Oldalperonnal, felüljáróval, a mozgáskorlátozottakat segítő lifttel rendelkezik. A repülőtér 1-es terminálja 200 méteres sétával elérhető, ám itt csak magángépek közlekednek 2012 második féléve óta, már csak a 2-es terminálon működik szervezett, menetrendi forgalom. Mind a repülőtéren dolgozók, mind az oda igyekvők számára fontos átszállási lehetőség a 200E jelzésű autóbuszra Liszt Ferenc Nemzetközi Repülőtér 2A és 2B terminálja felé. Jegyet a mindkét peronon elhelyezett jegyautomatában lehet váltani. Pestszentimre központjába a 166-os és 266-os autóbuszok, a Havanna-lakótelep felé pedig a 236-os és a 236A buszok nyújtanak csatlakozást.

### 142-es vonal
- Kispest vasútállomás

A forgalomban betöltött szerepe csökkent, mert a környékén lévő üzemek megszűntek. Az állomás felvételi épülete jó állapotú (személypénztár, váróterem). Közlekedési kapcsolatai: az 50-es villamos az Üllői úton valamint a 42-es villamos és a 268-as busz az Ady Endre úton. A felvételi épület előtt a Hengersor utcában halad a 93-as és a 93A busz vonala is. Az állomás környékén parkoló található.
- Pestszentimre felső megállóhely

Soroksár és Pestszentimre határán, kertvárosias övezetben helyezkedik el. Jó városi közösségi közlekedéssel ellátott területen lévő megállóhely. Elővárosi forgalma csekély. Az épület esztétikus, de felújításra szorul. (Átszállási lehetőség: 54-es, 55-ös, 84E, 89E, 294E buszok.)
- Pestszentimre vasútállomás

Pestszentimre központjában van, jó közösségi közlekedési kapcsolatokkal rendelkezik, ennek ellenére elővárosi forgalma alacsony. Az állomás homlokzata ugyan újra lett festve, de teljes felújítása indokolt lenne. Az állomás előterében az 54-es, 55-ös, 84E, 89E, 94E, 166-os, 254E, 255E, 266-os és 294E autóbuszokkal van tömegközlekedési kapcsolata.

## A Déli pályaudvarról induló vonatok

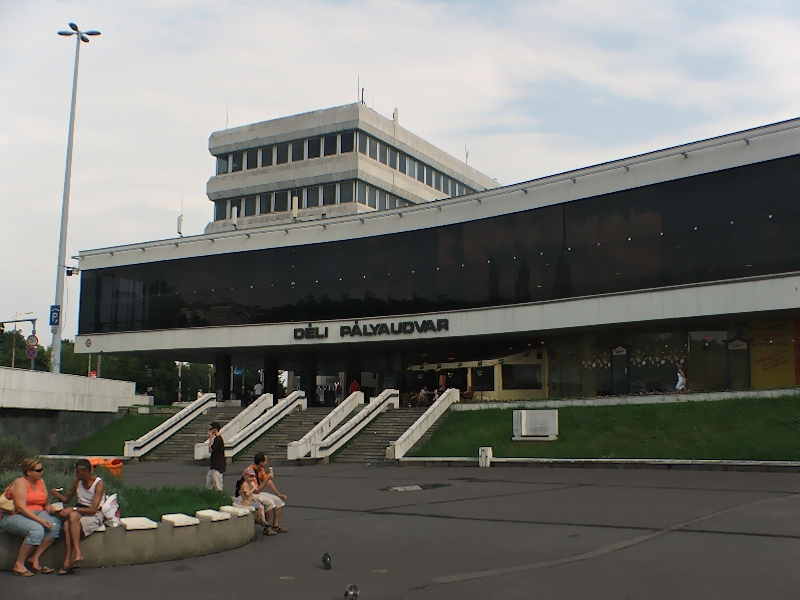
Déli pályaudvar

### 1-es vonal
Budapest-Kelenföld vasútállomás után nincs fővárosi állomása.

### 30a vonal
- Budapest-Kelenföld vasútállomás (1-es, 30a, 40a közös)

A 2010-es menetrendváltás előtt még Budapest-Kelenföld néven szerepelt, azóta Kelenföldnek, illetve Kelenföld vasútállomásnak hívják, de 2019-ben visszanevezték Budapest-Kelenföldre. Az elágazó állomás felvételi épülete 2007 óta műemlék. Az 1984-ben végrehajtott utolsó felújítás óta fokozatosan romló állagú állomásépület felújítását megtervezték, de az elmaradt. Az épület állaga annyira leromlott, hogy csak teljes lebontása után lehetne újjáépíteni.[forrás?] A peronokat immár két aluljárón lehet megközelíteni (ebből a régebben épült csak három peronra biztosít feljárást), melyek összekötik az Etele teret az őrmezei lakóteleppel. A metróépítéssel kapcsolatban az aluljárók végpontjain komoly tereprendezést hajtottak végre, a őrmezei oldalon új buszpályaudvar épült. A pályaudvar szerepe a városon belüli közlekedésben új értékelést kaphat, mivel a 4-es metró 2014 márciusi átadásával teljes értékű multimodális csomóponttá vált. Átszállási lehetőség biztosított az M4-es metróra, az 1-es, 19-es és 49-es villamosokra, a 8E, 40-es, 40B, 40E, 53-as, 58-as, 87-es, 88-as, 88A, 101B, 101E, 108E, 141-es, 150-es, 150B, 153-as, 154-es, 172-es, 173-as, 187-es, 188-as, 188E, 250-es, 250B, 251-es, 251A, 251E, 272-es buszokra és a Volánbusz elővárosi járataira.)
- Albertfalva megállóhely

Az állomás elnevezése a 2010-es menetrendváltásig Budafok-Albertfalva volt. Az utasforgalom alacsony a párhuzamos villamosjáratok miatt. A peronokra vezető aluljáró kijáratánál van a 7-es busz végállomása. A korábbi, leromlott állagú állomásépületet a felújítás során elbontották, helyette az aluljáró felé kissé eltolva fedett középperont építettek ki. Átszállási lehetőség biztosított a 7-es, 58-as, 114-es, 213-as és 214-es buszra és a 17-es, 41-es, 47-es, 56-os, valamint szombaton a 48-as villamosra.
- Budafok megállóhely (30a, 40a közös)

A székesfehérvári és a pusztaszabolcsi  vasútvonal budapesti szakaszának közös megállóhelye a Duna partján. A budafoki Városház tér felől jó tömegközlekedési kapcsolattal bír. Az állomásépület állaga erősen leromlott. A peronokhoz két aluljáró vezet. Az északi oldalon lévő aluljárónál koncentrálódik az utasforgalom. Innen pár perces sétával Budafok központjába jutunk, ahol megismerkedhetünk műemlék épületeivel, lépcsősoraival és pincéivel. A parkolás a megállóhely mellett biztosított. Óránként 2-3 vonattal, 12 perc alatt lehet a Déli pályaudvarra bejutni. A 2010-es menetrendváltás előtt Budafok-Belváros néven szerepelt. (Átszállási lehetőség biztosított a 47-es és 56-os villamosra, valamint a 33-as, 58-as, 114-es, 133E, 141-es, 158-as, 213-as, 214-es, 250-es, 250B, 251-es, 251A és 251E buszokra.)
- Kastélypark megállóhely

2013-ban átadott kétvágányú, oldalperonos megállóhely Nagytétény központjában a Kastélymúzeum tőszomszédságában, ami átvette a forgalmi kitérővé lefokozott nagytétényi állomás utasforgalmát. A Pohár és a Kastélypark utca között húzódik, bejárata a Pohár utca végén található. A jobb vágány peronja lépcsőn vagy rámpán, a Duna felőli bal vágány peronja pedig a vágányok alatti aluljáróból nyíló lépcsőn vagy lifttel közelíthető meg. Parkolás lehetséges. Menetjegy a peronokon elhelyezett automatákból váltható. Átszállási lehetőség a 33-as, 133E busz, valamint a Volánbusz elővárosi járataira a Petőfi Sándor utca nevű megállóban.
- Nagytétény vasútállomás

Lakóövezettől távol a Dunához közel és a Nagytétényi út keresztezése mellett fekszik. A környező ipari üzemek megszűntek. A személyforgalom drasztikusan lecsökkent. Az állomásépületet lebontották, s a közelben egy korszerű megállót építettek Kastélypark néven.
- Tétényliget megállóhely

Budapest és Érd határán helyezkedik el. A Déli pályaudvarra óránként két pár vonattal lehet eljutni. A menetidő félóra. A 2010-es menetrendváltás előtt Nagytétény-Érdliget volt a neve. (Átszállási lehetőség biztosított a Volánbusz elővárosi járataira)

### 40a vonal
- Háros vasútállomás

Az állomás ma is üzemelő ipari övezet körzetében, illetve lakóövezet mentén helyezkedik el. Az utasforgalmára a hivatásforgalom a jellemző. Korábban felvételi épülettel rendelkezett, azonban az állomás közelmúltbeli felújítása óta üzemen kívül áll. 2010-ig Budafok-Háros néven szerepelt. (Az állomás előtt a Nagytétényi úton a 33-as, 114-es, 133E, 213-as és 214-es buszokhoz van csatlakozás.)
- Budatétény megállóhely

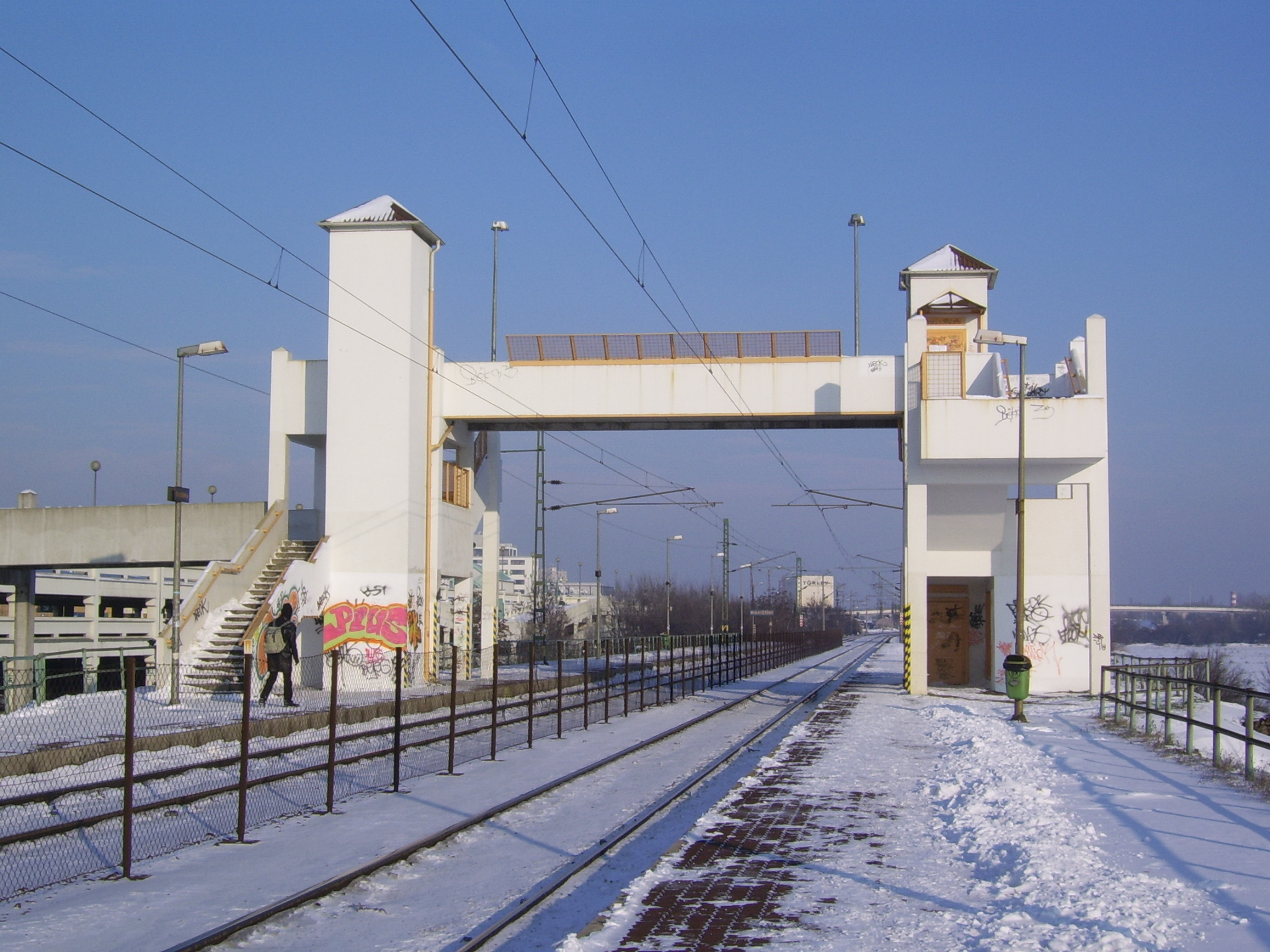
Budatétény megálló

A megállóhely 1999-ben a Campona bevásárlóközpont mellé lett áthelyezve. Megállóhelyi épület nincs, de a jegykiadás az üzletközpontban biztosított. (Átszállási lehetőség van a budatétényi járatokra: 13-as, 13A, 88-as, 101E, 113-as, 113A, 138-as, 150-es, 150B és 287-es buszokra, illetve a Volánbusz járataira.)
A peronok megközelítése felüljárón át történik. Az esélyegyenlőségi törvény értelmében a mozgáskorlátozottak a peronokra telepített felvonók segítségével juthatnak el. A kiépített megálló a távlati terveknek és az elővárosi igényeknek megfelel.
- Barosstelep megállóhely

2007-ben épült a Bartók Béla úti lakótelep kiszolgálására. Hangosbemondó, vizuális utastájékoztatás, aluljáró és szintbeli megközelítési lehetőség van. Az óránként (munkanap reggel és délután félóránként) induló vonattal 20 perc alatt a Déli pályaudvarra lehet jutni. (Átszállási lehetőség van a 13-as, 13A, 88-as, 113-as és 113A buszokra.)
- Nagytétény-Diósd vasútállomás

Lakott területektől távol esik. A közeli üzemek bezárása miatti személyforgalma drasztikusan lecsökkent. Az állomás végénél lévő átjárón a 13-as, 33-as, 113-as és 113A járat közlekedik. A felvételi épület a közelmúltban felújításon esett át. Állandó jegykiadás van. A 16 km-re lévő Déli pályaudvarra óránként (munkanap csúcsidőben félóránként) közlekedő vonattal 25 perc alatt elérhető. Viszonylag közel az állomás nevében említett Diósd városa.

## A Keleti pályaudvarról induló vonatok

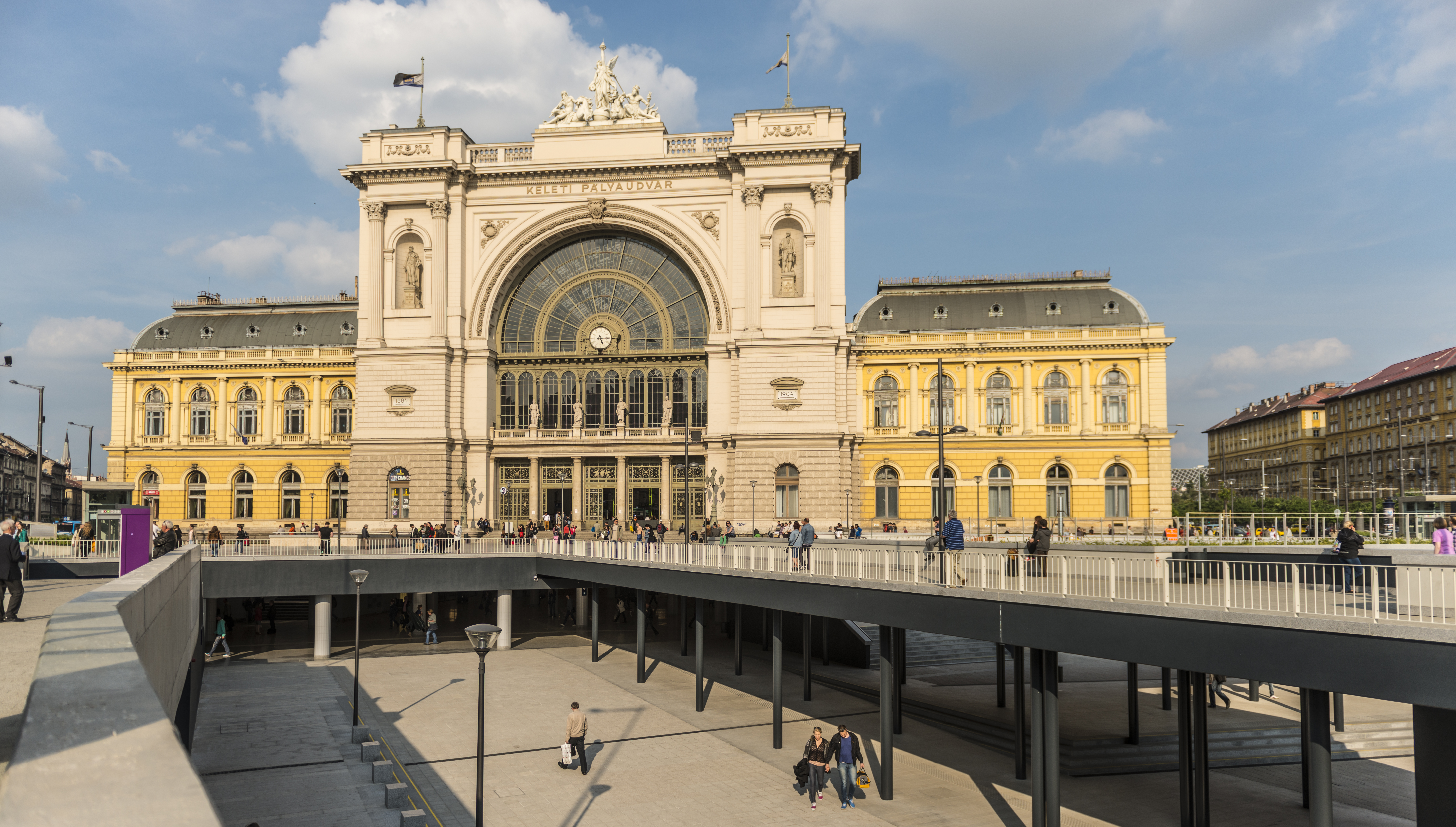
Keleti pályaudvar

A keletiből induló és az összes útjukba eső budapesti állomáson megálló személyvonatok mindkét vonalon ütemezett menetrend szerint, reggeltől estig félóránként közlekednek; hétköznaponként a 80a vonalon reggel 5:35 és 19:35 között minden óra 5. és 35. percében, míg a 120a vonalon 6:20 és 20:50 között minden óra 20. és 50. percében indulnak a szerelvények. A fenti időszakon kívül, tehát kora hajnalban (4-6 óra közt), valamint este (19:35 után), illetve éjjel, továbbá hétvégén és ünnepnapokon egész nap mindkét vonalon óránként járnak. A 80a vonalon egyedül a legutolsó vonat (23:50) a 120a vonalon pedig az első két hajnali, és az utolsó (23:55) indul az ütemrenden kívül eső időpontban.
Budapesti viszonylatban mindkét vonal elsősorban a XVII. kerületieket szolgálja ki, illetve az ott átszállókat.

### A 80a és 120a vonalak közös szakasza
- Kőbánya felső vasútállomás (80a, 120a közös)

Településszerkezetileg kedvező adottságú Kőbánya városközpontja és az HUNGEXPO vásárváros miatt. A vásárváros kapuihoz közelebb van az állomás, mint az állomás déli oldalán párhuzamosan futó 37-es és 37A villamos megállója. Az expo-rendezvények és a közlekedési zsúfoltság miatt a korábbi években különvonatokat állítottak be. A Keleti pályaudvarra a menetidő 5 perc. A felvételi épületben állandó szolgálat van. Az ideiglenes épületben jegypénztár és utasváró található. Utas WC. a bisztró kezelésében külön épületben van. Az állomás átépítését tervezik. Az állomás körzetében fizető parkoló üzemel a MÁV területen kívül. (Átszállási lehetőség a 37-es villamoson kívül a 10-es buszra.)
- Rákos vasútállomás (80a, 120a közös)

Az elágazó állomás ipari övezetben helyezkedik el. A vasútvonallal párhuzamosan haladó Jászberényi úton közlekedő 161-es, 161A, 162-es, 168E és 262-es buszok ráhordó jellegűek, de egyben konkurenciát is jelentenek. Az ideiglenes állomásépületben utasváró és folyamatos működésű pénztár van. Az állomásfejlesztési programban szerepel átépítése. Esőbeálló nincs, A 8 km-es távolság megtételére 10 perc szükséges.

#### 80a vonal
- Akadémiaújtelep megállóhely

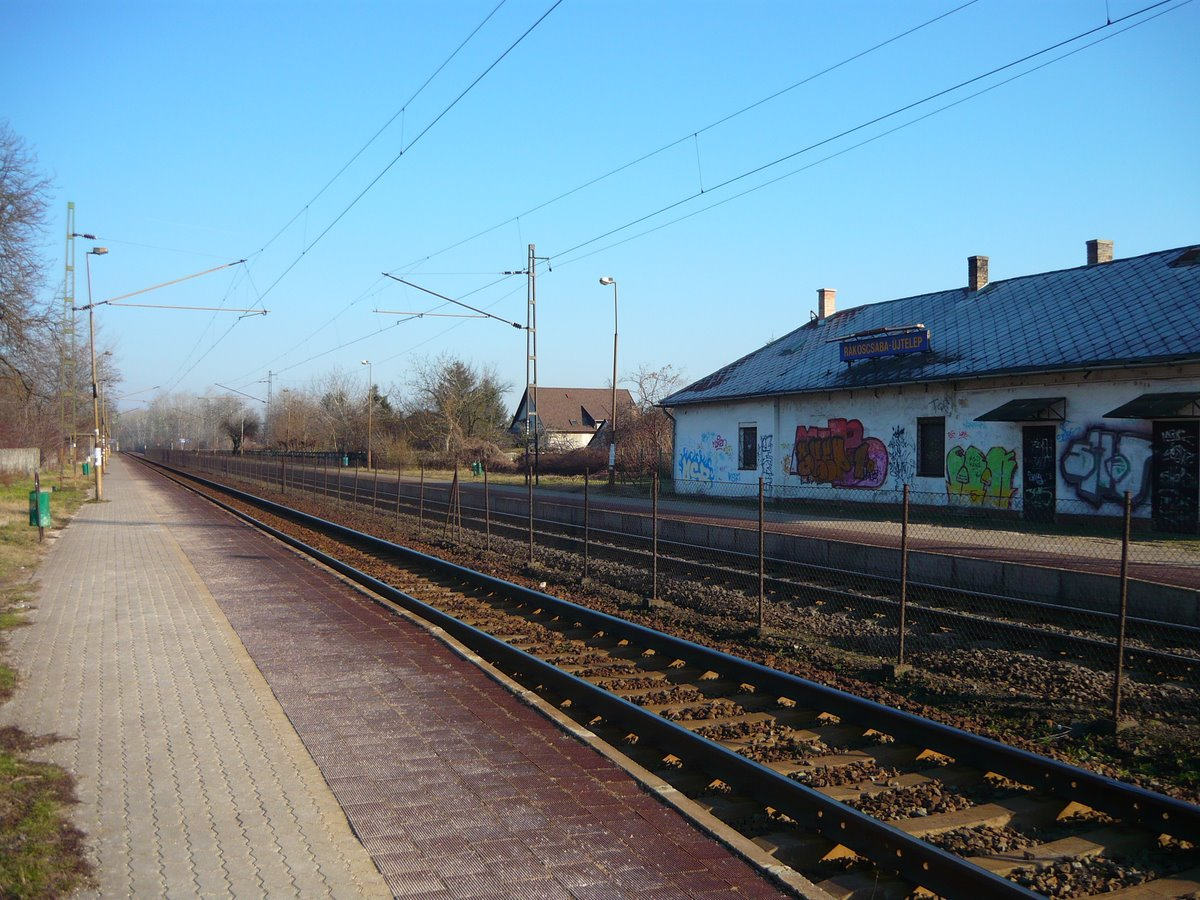
Rákoscsaba-Újtelep vasúti megállóhely

2021. december 12-én helyezték üzembe Akadémiaújtelep városrész mellett. Átszállási lehetőség biztosított a 161-es, a 161A, a 162-es, a 195-ös, a 202E és a 262-es buszokra az 509. utca megállóhelynél.
- Rákoskeresztúr megállóhely

A Régiakadémiatelep nevű városrész szélén található állomást az 1990-es évek elején bezárták, azóta egyetlen vonat sem áll itt meg.
- Rákosliget megállóhely

A rákoskeresztúri lakótelep közelében helyezkedik el. A vasútvonalat a nagy forgalmú Ferihegyi út keresztezi. Átszállási lehetőség biztosított a 176E, 276E valamint a 98-as, 146-os, 146A és a 198-as autóbuszokra. Az esélyegyenlőségi szükségletek felvezetéssel megoldottak. A felüljáró életveszélyes volta miatt lezárva. Az utasforgalmi létesítményei is lezárva, befalazva. 2008-ban uniós forrásból egy 37 autó befogadására képes ingyenes P+R parkoló létesült mellette.
- Rákoscsaba-Újtelep megállóhely

Lakott terület mellett található két városrész határán. A Keleti pályaudvarra 18 perc alatt juthatunk be a 16 km-es távolságról. Az utasforgalmi létesítmények lezárva. Jelenleg nincs esőbeálló sem. Átszállási lehetőség biztosított Rákoscsaba-Újtelepen a 176E, a 198-as és a 297-es buszokra, míg Rákoscsabán (kisebb séta megtétele után) a 161-es, 161E, 162-es, 169E, 202E buszokra. 2010-ben egy 28 autó befogadására képes ingyenes P+R parkoló, valamint egy 20 bicikli tárolására alkalmas B+R parkoló létesült mellette.
- Rákoscsaba megállóhely

A 98-as, a 176E, a 198-as, 269-es és a 298-as autóbusszal közelíthető meg. Környezetének rendezését civilek kezdeményezték. Az állomásépület jelenleg lakásként szolgál. Félóránkénti elérést biztosít a 17 km-re lévő Keleti pályaudvarra. 2010-ben egy 135 autó befogadására képes ingyenes P+R parkoló, valamint egy 20 bicikli tárolására alkalmas B+R parkoló létesült mellette.

#### 120a vonal
- Rákoshegy vasútállomás

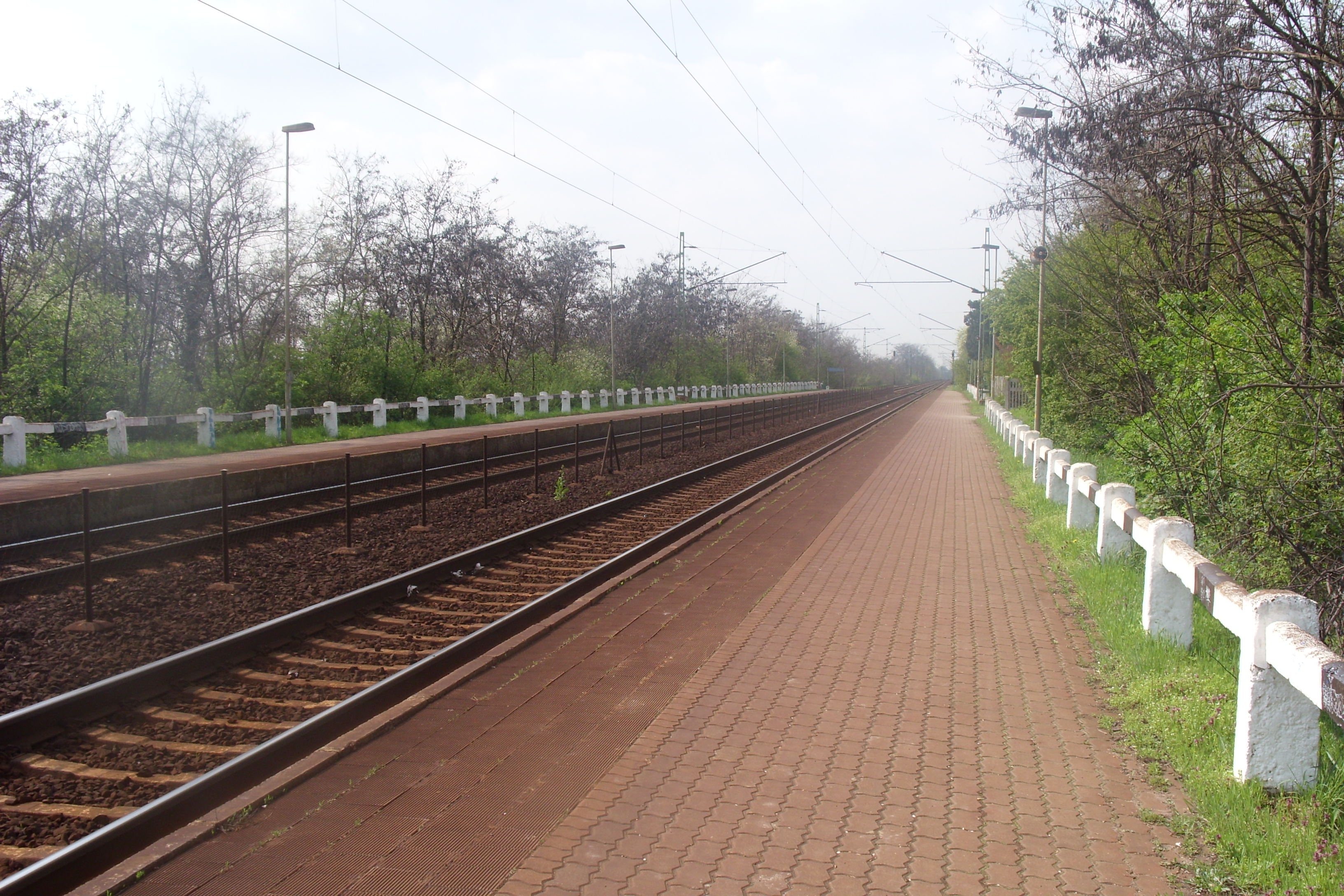
Rákoskert vasútállomás peronja

Utasforgalmát jellemzően Dél-Pest irányába BKV-val továbbutazók jelentik. Az elmúlt években megerősödött a Keleti pályaudvarra beutazók száma. Tömegközlekedési kapcsolata jó, mert 100 m-en belül öt buszjárat érinti: 46-os, 98-as, 98E, 168E és a 198-as buszok. A felvételi épület állaga rossz, a jelenlegi forgalomhoz képest túlméretezett. Akadálymentes megközelítése kísérővel lehetséges. Az állomás mellett 2010-ben egy 136 autó befogadására képes ingyenes P+R parkoló, valamint egy 20 bicikli tárolására alkalmas B+R parkoló létesült.
- Rákoskert megállóhely

A MÁV által 1995-ben felhagyott felvételi épületet a Rákoskert Vasúti Közlekedéséért Alapítvány mentette meg a pusztulástól. A környékét is gondozzák. A fél évszázados hársfák és a környezetvédők által ültetett bokrok kellemes kirándulóhellyé tették a megállóhelyet. A Keleti pályaudvarra megteendő 18 km-re 21 perc szükséges. Átszállási lehetőség a 197-es buszra. 2010-ben egy 69 autó befogadására képes ingyenes P+R parkoló, valamint egy 20 bicikli tárolására alkalmas B+R parkoló létesült mellette.

### 150-es vonal
- Ferencváros vasútállomás

Felvételi épülete városképileg kellemes, de az állomáson található utasforgalmi létesítmények állapota leromlott, felújításuk indokolt. Az állomás előtt P+R parkoló van kijelölve. Az állomáson kerékpártároló nincs, de szükség esetén a kiépítéséhez szükséges hely rendelkezésre áll. Tömegközlekedési kapcsolata a 200 m távolságban található Könyves Kálmán körúti 1-es és 51A villamosok valamint a 281-es busz. A vonatok a Keleti pályaudvartól a 7 km távolságot 8 perc alatt teszik meg.
- Soroksári út vasútállomás

A Soroksári út mellett helyezkedik el, ipari övezetben. Tömegközlekedési kapcsolata a peron végpont felőli oldalán elhelyezkedő felüljárón keresztül biztosított. A peronokra az esélyegyenlőségi törvényben meghatározott feljutás lehetséges. A felvételi épület megfelel a mai elvárásoknak. Az állomáson hangos és vizuális utastájékoztató berendezés működik. A vonal, illetve az állomás átépítésével párhuzamosan holland pultos pénztárhelyiség és vandálbiztos WC került kialakításra. Az állomáson – hely hiányában – P+R parkoló, illetve kerékpártároló nincs telepítve.
A vonatok a Keleti pályaudvartól a 9 km távolságot 12 perc alatt teszik meg. (Átszállási lehetőség: 54-es, 55-ös, 224-es és 255E buszok, valamint egyes időszakokban a H6-os HÉV)
- Pesterzsébet megállóhely

A közelben lévő lakótelepről aluljárón keresztül közelíthető meg. A megállóhely – az átépítésnek köszönhetően – alapvetően rendezett. A peronokra az esélyegyenlőségi törvényben meghatározott feljutás lehetséges. A személypénztár konténerben működik. Az utaskomfort javítása érdekében a megállóhelyen esőbeálló létesült. Utasváró, illetve utas WC a megállóhelyen nincs. A vonatok a Keleti pályaudvartól a 12 km távolságot 16 perc alatt teszik meg. (Átszállási lehetőség biztosított a 66-os, 66B, 119-es, 151-es és 166-os buszokra)
- Soroksár vasútállomás

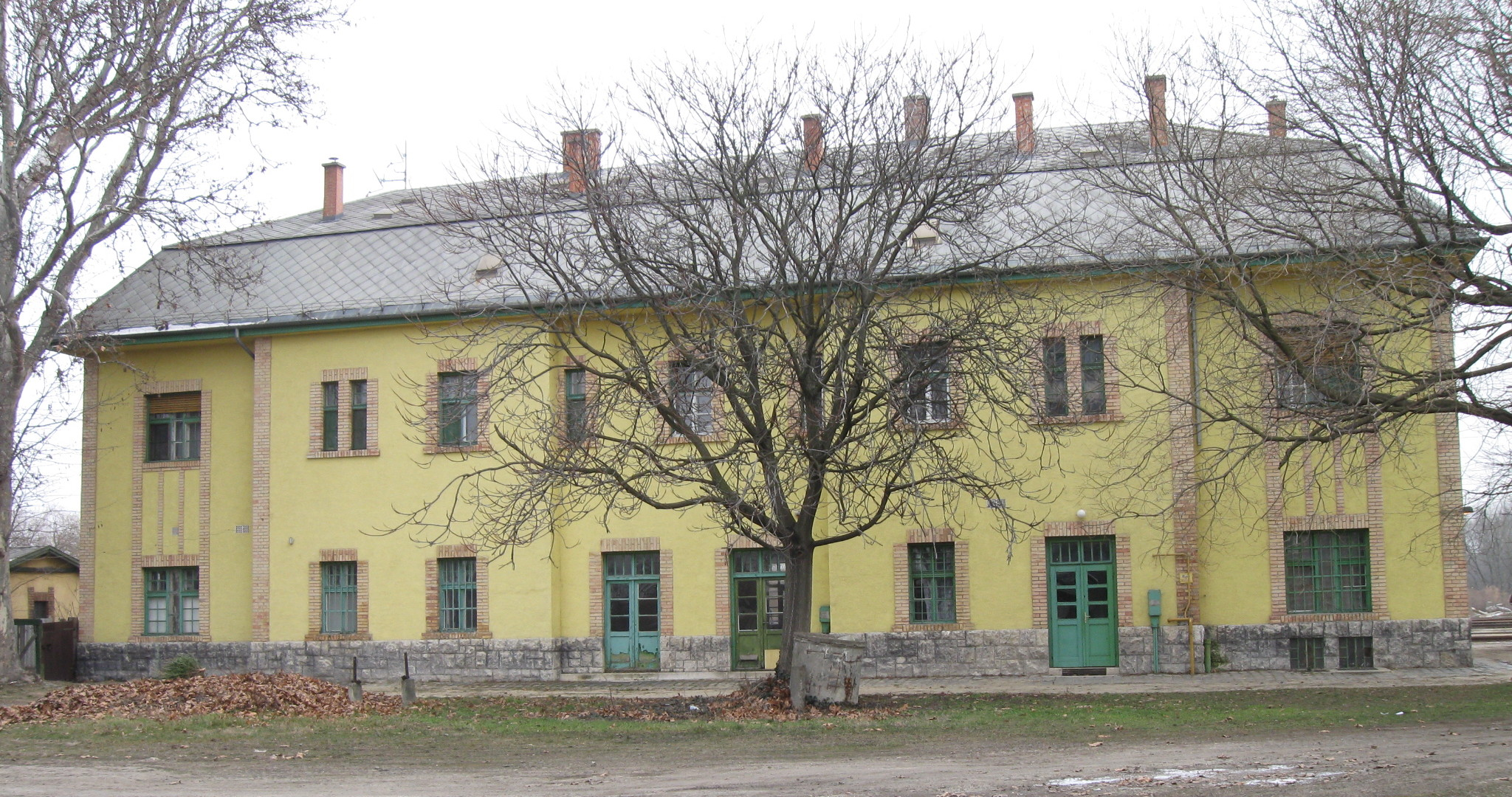
Soroksár

A település központjától 700 m távolságra helyezkedik el. A vasútállomástól nem messze halad el a 166-os busz. A peronokra a mozgáskorlátozottak közlekedését elősegítő berendezés üzemel (rámpa). A vonatindulásokat és -érkezéseket hangosbemondóval közlik. Az állomás jó állapotban van, azonban a vizesblokkokat fel kell újítani. A Keleti pályaudvartól a vonatok a 16 km-es távolságot 21 perc alatt teszik meg.

## Józsefvárosi pályaudvarról induló vonatok

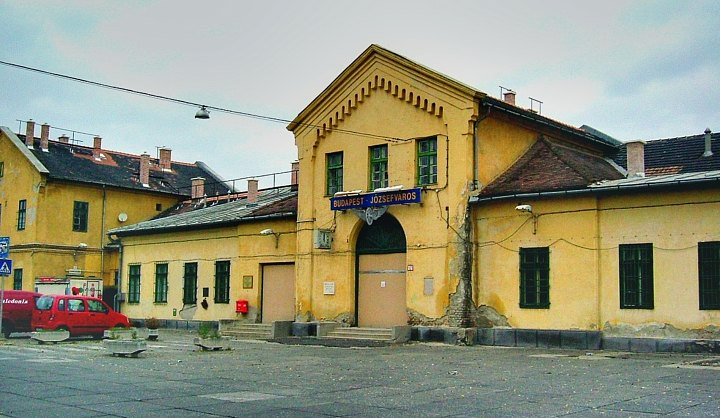
Józsefvárosi pályaudvar

A Józsefvárosi pályaudvaron a személyszállítás 2005-ben megszűnt.

## Lásd még
- Budapesti elővárosi vonatok
- Körvasút
- Budapesti iparvágányok listája
- Budapesti helyiérdekű vasút
- Budapesti fogaskerekű vasút
- Budavári sikló